# Jääskänjärvi
Jääskänjärvi eller Jääskäjärvi är en sjö i Finland. Den ligger i kommunen Alavo i landskapet Södra Österbotten, i den sydvästra delen av landet, 290 km norr om huvudstaden Helsingfors. Jääskänjärvi ligger 104,1 meter över havet. I omgivningarna runt Jääskänjärvi växer i huvudsak blandskog. Den är 2,3 meter djup. Arean är 3,48 kvadratkilometer och strandlinjen är 19,32 kilometer lång. Sjön  ingår i Lappo å huvudavrinningsområde. 